# Frederic Raurell
Frederic Raurell i Ges OFMCap (* 1930 in Barcelona; † 21. Dezember 2023 ebenda) war ein spanischer Ordensgeistlicher und Theologe aus Katalonien.

## Leben
Frederic Raurell war Doktor in Theologie und Absolvent in Bibelforschung und Semitistik und unterrichtete an den Schulen der Kapuziner von Sarrià. Er war Professor für Exegese und Hermeneutik an der Päpstlichen Universität Antonianum in Rom und an der Theologiefakultät von Katalonien (Facultat de Teologia de Catalunya). Raurell war Mitgründer der Biblischen Gesellschaft von Katalonien (Associació Bíblica de Catalunya), der International Organization for the Study of the Old Testament und der International Organization for Septuagint and Cognate Studies. Er wirkte an der Bibelausgabe der Katalanischen Bibel Stiftung (Fundació Bíblica Catalana) und der Kommentare für das Offizium von Lektüren mit. Raurell war zudem Chefredakteur der Zeitschrift Estudios Eclesiásticos und außerdem Mitglied der ersten Redaktion der Revista Catalana de Teologia.
Raurell befasste sich mit franziskanischen sowie anderen historischen und spirituellen Themen. Zuletzt erforschte er die eigene Familiengeschichte und beschäftigte sich mit Sarrià und dem Spanischen Bürgerkrieg. Er verfasste zahlreiche Artikel und Bücher.
Frederic Raurell starb am 21. Dezember 2023 im Alter von 93 Jahren.

## Werke (Auswahl)
- Ètica de Job i llibertat de Déu. Revista Catalana de Teologia, 4. 1979. 5–24.[4]
- Del text a l’existència (1980). (katalanisch)
- Mots sobre l’home, Zusammenstellung von Artikeln über biblische Anthropologie (1984). (katalanisch)
- Lineamenti di antropologia biblica. Casale Monferrato. 1986. (italienisch)
- Der Mythos vom männlichen Gott. Der Inhalt dieses Buches könnte als feministische Theologie betrachtet werden (1989).
- Os, 4,7. De la "Doxa" a la "Atimia". Revista Catalana de Teologia, 14. 1989. 41–51.[5]
- El Càntic dels Càntis en els segles XII i XIII: la lectura de Clara d'Assís. Barcelona. 1990. (katalanisch)
- I  Déu digué.... La paraula feta història. Barcelona. 1995. (katalanisch)